# بایان‌اول (دورنود)
بایان‌اُول (به زبان مغولی: Баян-Уул сум، [Bajan-Uul sum]؛ ᠪᠠᠶ᠋ᠠᠨ ᠠᠭᠤᠯᠠ ᠰᠤᠮᠤ، [bayan aɣula sumu]) یک شهرستان (سُوم) در مغولستان است که در استان دورنود واقع شده‌است. بایان‌اُول ۵٬۶۲۳ کیلومتر مربع مساحت دارد.

## تقسیمات اداری
شهرستان بایان‌اول متشکل از ۶ قصبه (باغ) می‌باشد، شامل:
- اوبراِرین (مغولی: Өвөр Эрээн баг، [Övör Ereen bag]؛ ᠥᠪᠦᠷ ᠡᠷᠢᠶᠡᠨ ᠪᠠᠭ، [öbür eriyen baɣ])
- اورت (مغولی: Урт баг، [Urt bag]؛ ᠤᠷᠲᠤ ᠪᠠᠭ، [urtu baɣ])
- اولج (مغولی: Улз баг، [Ulz bag]؛ ᠤᠯᠵᠠ ᠪᠠᠭ، [ulja baɣ])
- بِرخ (مغولی: Бэрх баг، [Berx bag]؛ ᠪᠡᠷᠬᠡ ᠪᠠᠭ، [berge baɣ])
- جایات (مغولی: Заяат баг، [Zajaat bag]؛ ᠵᠠᠶᠠᠭᠠᠲᠤ ᠪᠠᠭ، [jayaɣatu baɣ])
- خارچولوت (مغولی: Хар чулуут баг، [Xar čuluut bag]؛ ᠬᠠᠷ᠎ᠠ ᠴᠢᠯᠠᠭᠤᠲᠤ ᠪᠠᠭ، [qar-a čilaɣutu baɣ])